# Kraborovice
Kraborovice (en allemand : Kraborowitz) est une commune du district de Havlíčkův Brod, dans la région de Vysočina, en République tchèque. Sa population s'élevait à 98 habitants en 2020.

## Géographie
Kraborovice se trouve à 8 km à l'est-sud-est de Golčův Jeníkov, à 22 km au nord de Havlíčkův Brod, à 45 km au nord de Jihlava et à 87 km à l'est-sud-est de Prague.
La commune est limitée par Heřmanice au nord, par Běstvina au nord-est, par Borek au sud-est, par Uhelná Příbram au sud et par Vilémov à l'ouest.

## Histoire
La première mention écrite de la localité date de 1556.